# Kanton Auberive
Kanton Auberive (fr. Canton d'Auberive) byl francouzský kanton v departementu Haute-Marne v regionu Champagne-Ardenne. Tvořilo ho 20 obcí. Zrušen byl po reformě kantonů 2014.

## Obce kantonu
- Arbot
- Auberive
- Aulnoy-sur-Aube
- Bay-sur-Aube
- Colmier-le-Bas
- Colmier-le-Haut
- Germaines
- Mouilleron
- Poinsenot
- Poinson-lès-Grancey
- Praslay
- Rochetaillée
- Rouelles
- Rouvres-sur-Aube
- Saint-Loup-sur-Aujon
- Ternat
- Vals-des-Tilles
- Villars-Santenoge
- Vitry-en-Montagne
- Vivey